# Ю Со Са Цецилия
Ю Со Са Цецилия или Цецилия Ю (кор. 유 체칠리아, 1761 г., Сеул, Корея — 23.11.1839 г., Сеул, Корея) — святая Римско-Католической Церкви, мученица.

## Биография
Цецилия Ю родилась в Сеуле в 1761 году. Цецилия Ю была женой католического мученика Чон Як Йонга Августина, который погиб за исповедание христианства в 1801 году. В католичество Цецилию Ю обратил её муж вскоре после их замужества. В 1801 году Цецилия Ю была арестована вместе со своим мужем и детьми. Через некоторое время она вместе с детьми была освобождена из-за заключения, после чего Цецилия Ю стала жить у своего сына Павла Чона.
19 июля 1839 года Цецилия Ю была арестована в Сеуле. В то время ей было 78 лет. Её пытали, чтобы она отреклась от католичества. Она просила, чтобы её обезглавили как и мужа, но по корейским законам того времени данная казнь не применялась к пожилым людям. Цецилия Ю умерла в тюрьме 23 ноября 1839 года. Позднее мученическую смерть приняли её сын Павел Чон и дочь Елизавета Чон.

## Прославление
Цецилия Ю была беатифицирована 5 июля 1925 года Римским Папой Пием XI и канонизирована 6 мая 1984 года Римским Папой Иоанном Павлом II вместе с группой 103 корейских мучеников.
День памяти в Католической Церкви — 20 сентября.

## Источник
- Catholic Bishops’ Conference of Korea Newsletter No. 68 (Fall 2009) (англ.)